# The Witch Next Door
The Witch Next Door (Originaltitel The Wretched) ist ein Horrorfilm von Brett und Drew T. Pierce, der im Juli 2019 beim Fantasia Film Festival im kanadischen Montreal seine Premiere feierte und am 1. Mai 2020 in ausgewählte US-Kinos kam. Zudem ist der Film dort auch online zugänglich.

## Handlung
Vor 30 Jahren kam Megan als Babysitterin zur Familie Gambel. Als sie im Keller nach der Familie suchte, sah sie, wie Ashley von einer Kreatur, die Mrs Gambel ähnlich sah, gegessen wurde. Erschrocken wollte sie aus dem Keller fliehen, doch Mr Gambel sperrte sie unten ein. Ein geheimnisvolles Zeichen mit einem Dreieck wurde in die Tür gekratzt.
In der Gegenwart lebt der Teenager Ben Shaw bei seinem Vater Liam, der sich gerade von der Mutter getrennt hat. Liam vermittelt Ben einen Arbeitsplatz am Yachthafen. Dort freundet sich der Junge mit seiner neuen Kollegin Mallory an. Er sieht auch, wie sein Vater eine andere Kollegin namens Sara küsst. Währenddessen ist die Nachbarin Abbie mit ihrem Sohn Dillon im Wald unterwegs. An einem Baum entdeckt das Kind das gleiche Symbol, das auch am Haus der Gambels zu sehen war. Dillon hört die Stimme seiner Mutter, die ihn zu sich ruft, aber dann taucht Abbie hinter ihm auf. Am Ende möchte sie vor Dillons Augen einen Hirsch zerlegen, den sie mit dem Auto angefahren haben. Dabei klettert etwas aus dem Körper des Hirschen. In der Nacht hört Ben seltsame Geräusche auf dem Dach. Bei Abbies Haus entdeckt er nur ein Tier. Als er eine Hexe auf der Veranda zu sehen glaubt, wird er von Abbies Ehemann Ty unterbrochen, der das Licht einschaltet.
Am Hafen freundet sich Ben mit Dillon an. Dieser verspricht ihm, Bescheid zu geben, wenn zu Hause etwas Ungewöhnliches passiert. In der kommenden Nacht sieht Abbie nach ihrem jüngeren Sohn Sam. Sie findet ihn aber nicht. Stattdessen liegt ein Bündel von Ästen im Kinderbett. Abbie wird, wie zuvor wohl auch das Kind, von der Hexe angegriffen. Als Ben nach Hause kommt, meint er Abbie mit einem Kind auf dem Arm in den Wald gehen zu sehen, doch sie reagiert nicht auf seine Rufe.
Liam lädt Sara zum Essen ein und auch Ben soll dabei sein. Der Teenager entscheidet sich jedoch beim Einkaufen spontan, mit Freunden zu einer wilden Party zu fahren. Dort wird er im Pool bloßgestellt. Bei seiner sehr späten Rückkehr findet er Dillon, der sich in ihrem Haus versteckt. Der Junge ist völlig verängstigt und sagt, dass mit seiner Mutter etwas nicht stimme. Als Abbie zu ihm kommt, um nach Dillon zu suchen, bedroht sie Ben und versucht ins Haus zu gelangen. Ty stößt hinzu und nimmt Dillon mit. Er nimmt die Sorgen seines Sohnes nicht ernst. Am Hafen erfährt Ben, der mittlerweile auch skeptisch geworden ist, von Mallory, dass Dillon nie zum Segelunterricht gekommen ist. Ben geht zu Ty, aber dieser leugnet, dass er überhaupt einen Sohn habe. Später flüstert Abbie etwas in Tys Ohr, das daraufhin blutet. Danach zerfällt ihr Körper in der Dusche.
Ben recherchiert währenddessen im Internet. In der Witchipedia findet er Berichte über eine Hexe, die in die Haut ihrer Opfer schlüpft und sich an den Vergessenen labt. Er spricht mit Mallory darüber, aber sie nimmt die Geschichten nicht ernst. Stattdessen schiebt sich einen Zettel unter Abbies Tür mit einer Botschaft, dass sie wüssten, was bei der Familie im Keller sei. Genau dort bricht Ben ein. Er findet ein Foto der Familie, bei dem Tys Gesicht weggekratzt ist. Auf einem anderen Foto sieht er Mallory und deren kleine Schwester Lily und erkennt, dass das Mädchen das nächste Opfer der Hexe ist. Als er Mallory warnt, sagt sie, sie habe keine Schwester. Ben rennt los, um Lily zu retten, wird aber von jungen Leuten aufgehalten, die er zuvor am Hafen provoziert hatte. Daher kommt er zu spät, als die Hexe Lily in die Höhle unter ihrem Baum zieht. Beim Versuch, Lily rauszuziehen, stößt er mit dem Kopf an einen Stein.
Zuhause hat Liam die Polizei alarmiert und Ben als vermisst gemeldet. Als der Teenager wieder auftaucht, versucht er seinem Vater zu erklären, was passiert ist. Liam denkt jedoch, dass sein Sohn Drogen genommen habe. Ben versucht auch mit Sara zu reden. Doch dann verwelken die Blumen als Zeichen dafür, dass die Hexe jetzt in Saras Körper steckt. Sie greift ihn an, aber lässt es so aussehen, als hätte Ben sie angegriffen. Dieser wird daraufhin festgenommen. Aus dem Polizeiauto sieht er, wie Sara in das Ohr des Polizisten flüstert, und versucht Liam zu überreden, im Keller der Nachbarn nachzusehen. Der Polizist bringt Ben nicht zur Polizeiwache, sondern an einen See. Dort versucht er den Jungen zu ertränken. Ein Hund hält ihn auf. Daraufhin erschießt der Polizist erst den Hund und dann sich selbst, als er versteht, dass er selbst besessen ist. Liam findet die Leichen von Abbie und Ty in deren Haus. Als Sara Liam angreift, trifft Ben ein und erschießt Sara mit der Pistole des Polizisten. Die Hexe kriecht aus Saras Leiche und greift Ben an. Doch dieser rettet sich und seinen Vater aus dem brennenden Haus ins Auto.
Plötzlich erinnert sich Ben anhand eines Fotos, dass er selbst einen kleinen Bruder namens Nathan hat. Die Hexe hat seine Erinnerung gelöscht. Mit Mallory geht Ben zum Baum der Hexe, um Nathan und Lily zu retten. Ben gibt Mallory Anweisungen, rund um den Baum Salz zu streuen und den Baum anzuzünden, wenn er nach zehn Minuten nicht zurückkommt. Er schafft es aber, die beiden Kinder aus der Höhle zu holen. In dem Moment, wo die drei aus der Höhle geklettert sind, rast Liam mit dem Auto gegen die Hexe. Während sich Ben und Mallory um seine Verletzungen kümmern, denken sie nicht mehr an die Hexe, obwohl sie den Baum abbrennen.
Anschließend bringt Sara Ben und Nathan zum Haus ihrer Mutter, während sich Liam bei seinem Bruder erholen will. Beim Abschiedskuss am Hafen steckt Mallory Ben eine Blume in die Haare. Im Auto erkennt Ben, dass es eine Plastikblume ist und schließt daraus, dass Mallory nun von der Hexe besessen ist. Entsetzt sieht er, wie Mallory in ein Boot mit drei Kindern steigt.

## Produktion
Regie führten die Brüder Brett und Drew T. Pierce, die auch das Drehbuch schrieben. Gemeinsam hatten sie auch die Zombiekomödie Deadheads realisiert, die sie im August 2011 beim Fantasy Filmfest vorstellten. Für The Witch Next Door diente ihnen lose die Geschichte aus dem Kinderbuch The Witches von Roald Dahl als Vorlage. Zudem hatten sie recherchiert und viel über verschiedene Hexen und ähnliche Wesen in der Folklore aus verschiedenen Teilen der Welt gelesen und waren dabei auf zwei Gestalten gestoßen, die ihnen sehr gut gefallen hatten, besonders deren bildlichen Darstellungen. So gab es eine Hexe namens Black Annis, die ihren Ursprung in Großbritannien hatte, eine alte Hexe, die in einem Baum lebte und Kinder stahl, um sie zu fressen. Zum anderen stießen sie auf eine Hexe namens Boo Hag, die die Haut von Frauen trägt und versucht vorzutäuschen, die Frau oder Mutter ihrer Opfer zu sein. Der einzige Weg, letztere Hexe zu bekämpfen, bestehe darin, das Innere ihrer Haut zu salzen. Diese beiden Ideen hätten ihnen so gut gefallen, dass sie beide Hexenmythen für ihren Film verknüpften und die Prämisse schufen. Die Idee, dass die Hexe in gewisser Weise eifersüchtig auf die Tatsache ist, dass Frauen Kinder bekommen können und attraktiv sind, seien Motive, die in vielen klassischen Hexenmythologien immer wieder vorkommen. Um dem Publikum visuell die Inbesitznahme des weiblichen Körpers zu verdeutlichen, habe man sie fortan in Rot und etwas eleganter gekleidet.
Für John-Paul Howard, der in The Witch Next Door Ben spielt, handelt es sich um die erste Hauptrolle in einem Film. Die Pierce-Brüder waren auf ihn aufmerksam geworden, nachdem er in Hell or High Water in der Rolle von Chris Pines Filmsohn Justin zu sehen war.
Die deutsche Synchronisation entstand nach einem Dialogbuch und der Dialogregie von Zoé Denise Naumann im Auftrag der Think Global Media GmbH, Berlin. Amy Waller spricht in der deutschen Fassung Mallory, Andrea Cleven spricht Sara, und Sonja Spuhl leiht Abbie ihre Stimme.
Die Filmmusik komponierte Devin Burrows, der bereits mit den Regisseuren für Deadheads zusammengearbeitet hatte. Diese weist Einflüsse von Bernard Herrmann und von modernen klassischen Komponisten wie Sergei Prokofjew und Igor Strawinsky auf, so Burrows, sei aber in mancher Hinsicht etwas avantgardistischer und habe eine deutlich nervende Klangstruktur. Die Aufnahme entstand mit einem 66-köpfigen Orchester. Neben der Orchestermusik kamen auch Volksinstrumente zum Einsatz, um den weit in der Vergangenheit liegenden Ursprung der Hexe zu verdeutlichen, so eine Sarangi, ein in Nordindien und Pakistan verbreitetes Streichinstrument. Burrows hatte deren Klang ein wenig verändert, um diesem eine tierische Qualität zu verleihen, die fast wie ein Reh klinge, da Hirsche im Film eine wichtige Rolle spielen. Das Soundtrack-Album, das insgesamt 27 Musikstücke umfasst, wurde am 17. Juli 2020 als Download veröffentlicht.
Eine erste Vorstellung erfolgte am 19. Juli 2019 beim Fantasia Film Festival. Am 1. Mai 2020 kam er in ausgewählte US-Kinos und ist in den USA auch als VoD erhältlich. Eine erste Vorstellung des Films in Deutschland erfolgte am 28. September 2019 beim Regensburger HARD: LINE Film Festival, der Kinostart in Deutschland am 13. August 2020. Im September 2020 wird der Film auch beim International Film Festival Piešťany gezeigt.

## Rezeption

### Altersfreigabe
In Deutschland wurde der Film von der FSK ab 16 Jahren freigegeben. In der Freigabebegründung heißt es, der Film sei zu Beginn eher ruhig in Szene gesetzt, und die Spannung entwickele sich aus einer schaurigen Atmosphäre und genretypischen Schreckmomenten. Im weiteren Handlungsverlauf gebe es vereinzelt drastischere Gewaltmomente, die aber kurz gehalten sind und nicht ausgespielt würden. Diese Szenen könnten Zuschauende ab 16 Jahren als Teil der irrealen Gruselgeschichte betrachten und eine angemessene Distanz wahren.

### Kritiken und Einspielergebnis
Der Film wurde von 74 Prozent aller bei Rotten Tomatoes erfassten Kritiker positiv bewertet.
Der Filmkritiker Peter Osteried beschreibt The Witch Next Door als einen durchaus effektiven Horrorfilm, der sehr gelungen mit dem Soundmix und der ansprechenden Filmmusik für Atmosphäre sorge. Auch die durchweg unbekannten Schauspieler schlagen sich gut, die Inszenierung sei ordentlich, und die dosiert eingesetzten Effekte seien mehrheitlich handgemacht und damit weit überzeugender, als es CGI-Bilder bei einem günstigen Film wie diesem wären. Der Film sei nichts Besonderes, biete aber Coming-of-Age-Horror mit einem ganz besonderen 1980er-Jahre-Feeling, auch wenn die Geschichte im Hier und Jetzt spielt. Der Versuch der Pierce-Brüder hier den filmischen Einflüssen ihrer Jugend zu frönen, sei ihnen gelungen, all derweil sie einen geradlinigen, spannenden und atmosphärischen Gruselstreifen produziert hätten so Osteried.
Die Filmkritikerin Antje Wessels schreibt The Witch next Door sei zwar keines dieser intellektuellen Gruseldramen wie The Witch, Hereditary oder The Other Lamb, in denen die Macher die Hülle des Horrorkinos vorwiegend dafür nutzen, um unter der Schock-Oberfläche viel tiefschürfendere Themen aufzugreifen. Der Film etabliere aber ein Schreckensszenario fernab des gängigen Hollywood-Hochglanzhorrors, in dem auch die Figuren, ihre zwischenmenschlichen Beziehungen und das soziale Umfeld eine ganz entscheidende Rolle für die Geschichte spielen. Vor allem im leider arg hysterischen Finale, in dem Kameramann Conor Murphy seine ruhig-übersichtliche Arbeit gegen wildes Herumgefuchtel eintauscht, finde die Hexe in ihrer altertümlich-garstigen Genredarstellung ihren Höhepunkt, ohne moderne Schurkengimmicks, dafür mit einnehmender Präsenz und einem furchterregenden Äußeren, mit dem sie Hauptfigur Ben zu Leibe rückt. Bis dato diene Newcomer John-Paul Howard als charismatische Identifikationsfigur, die die Sympathien auf ihre Seite zieht, auch wenn ihn das Drehbuch nicht besonders herausfordere, so Wessels.
In den USA befand sich The Wretched zwischen Anfang Mai und Mitte Juni 2020 fünf Wochen in Folge auf Platz 1 der Kinocharts nach Besuchern. Dies wurde in Anbetracht der Coronavirus-Pandemie, in deren Folge diese Zahlen lediglich über in Autokinos gelöste Tickets zustande kamen, während die Lichtspielhäuser geschlossen waren, als Riesenerfolg gewertet. Insgesamt konnte der Film weltweit rund 3,1 Millionen US-Dollar einspielen.

### Auszeichnungen
Fantasia Film Festival 2019
- Nominierung als Bester Film für das Schwarze Pferd (Brett und Drew T. Pierce)

Molins Film Festival 2019
- Nominierung für den Publikumspreis in der Sektion Being Different (Brett und Drew T. Pierce)[15]